# Závada pod Čiernym vrchom,
Závada pod Čiernym vrchom este o comună slovacă.

## Istoric
Localitatea Závada pod Čiernym vrchom este atestată documentar din 1481.